# Gammarus fasciatus
Gammarus fasciatus är en kräftdjursart som beskrevs av Thomas Say 1818. Gammarus fasciatus ingår i släktet Gammarus och familjen Gammaridae. Inga underarter finns listade i Catalogue of Life.